# Villaviciosa de Córdoba
Villaviciosa de Córdoba er en by og kommune i det sydlige Spanien i provinsen Córdoba. Den har et indbyggertal på 3.064 (2024) indbyggere.